# Sörenberg (Berg)
Der Sörenberg ist eine 369 m ü. NHN hohe Erhebung bei Waiblingen in Baden-Württemberg.

## Geographische Lage
Der Gipfel befindet sich rund 1 km östlich von Waiblingen-Neustadt und rund 2 km westlich des Gipfels des Korber Kopfes inmitten des gleichnamigen Landschaftsschutzgebietes.
Die südlichen Hänge werden als Weinberge genutzt, auf der nördlichen Seite finden sich hauptsächlich Streuobstwiesen. Auf dem Gipfelplateau stehen locker verbunden einige Feldhecken.

## Geologie
Der Sörenberg und seine nahe Umgebung liegen im Gipskeuper (Grabfeld-Formation). Südlich des Gipfels, aber noch über den Weinbergen, liegen einige teils übermannsgroße Blöcke aus Sandstein. Diese stammen aus dem in Ablagerungsfolge viel höheren Stubensandstein (Löwenstein-Formation) und sind vermutlich durch pleistozäne Hangrutschung an der damals noch nahen Keuperrandstufe dorthin gelangt. Die Stelle ist als Geotop ausgewiesen.

## Besonderheiten

### Tourismus
Der Berg liegt auf der Trasse eines mit rotem Punkt markierten Wanderwegs des Schwäbischen Albvereins, der aus dem unteren Remstal gegenüber von Kleinhegnach kommend ostwärts zum Korber Kopf verläuft; dieser führt über den Gipfel des Sörenbergs, wo ein Aussichtspunkt den Blick über Waiblingen und das untere Remstal erlaubt und sich eine Grillstelle befindet.

### Schreibweise
Neben der amtlichen Schreibweise Sörenberg ist zum Teil auch noch die frühere Schreibweise Söhrenberg in Gebrauch, teilweise gibt es Bestrebungen zur alten Schreibweise des Namens zurückzukehren.